# ¡Suélteme!
¡Suélteme! fue un fanzine de historieta underground publicado en la Argentina durante los años 1990. De aparición anual, llegaron a editarse cinco números de 1995 a 1999. Por sus páginas pasaron numerosos artistas, muchos de ellos salidos del Subtemento Óxido de la revista Fierro. 
Los historietistas que formaron parte del grupo que daría origen a esta revista fueron Diego Parés, Podetti, Pablo Fayó, Pablo Sapia y Max Cachimba. 